# Joseph-Albert Deport
Joseph-Albert Deport est un militaire et ingénieur français, né à (Saint-Loup-sur-Semouse) (Haute-Saône) le 17 septembre 1846 et mort à Houlgate (Calvados) le 1er novembre 1926. Il est l'inventeur du canon de 75 qui contribuera à la victoire française de 1918. 

## Biographie
Élève à l'École polytechnique (1866-1868), puis à l’École d'application de l'artillerie et du génie de Metz les deux années suivantes, il prend part aux combats de la Guerre franco-prussienne de 1870 et de la Commune de Paris jusqu'en juin 1871 et participe ainsi aux deux sièges de Paris. Blessé, il est fait chevalier de la Légion d'honneur en septembre 1870.
Militaire de carrière comme lieutenant au 8e d'artillerie à Saint-Omer, puis promu capitaine au 2e d'artillerie de Bourges, il se spécialise dans les questions techniques et devient ingénieur d’artillerie. 
Il atteint le grade de capitaine puis de commandant en 1876 et est en poste à Marseille, Tarbes puis Paris. Il est enfin promu chef d'escadron à Besançon en 1886.
En 1888, il prend la direction de l'Atelier de construction de Puteaux, où il crée le premier modèle de canon de 75 mm. Il démissionne en 1894 avec le grade de lieutenant-colonel (1892) et entre dans l'industrie privée, aux forges de Châtillon-Commentry. Il y crée un nouveau canon de 75 à tir rapide adopté par l'armée italienne peu avant 1914. Il fut élevé au rang de commandeur de la Légion d'honneur en 1905.
La veuve du lieutenant-colonel Deport a légué au musée de l'Armée le portrait de son mari peint par  Paul Jobert. Il y est exposé en précisant que Deport est le "père" du canon de 75, le tableau datant de 1914. 

## Postérité
- Depuis 1932, une voie (la rue du Lieutenant-Colonel-Deport) porte son nom dans le 16e arrondissement de Paris.

### Sources
- Dossier de Légion d'honneur du lieutenant-colonel Deport.
- Larousse du XXe siècle